# Латвія на пісенному конкурсі Євробачення
Латвія бере участь у Пісенному конкурсі «Євробачення» з 2000 року. Першим, хто представляв країну на конкурсі, став гурт Brainstorm, який зайняв 3-є місце з піснею «My Star» та отримав 136 балів. У 2002 році Латвія вперше здобула перемогу завдяки Marie N з піснею «I Wanna».

## Історія участі

### 2000–2004
Латвія дебютувала на Пісенному конкурсі «Євробачення» у 2000 році. Першим, хто представляв країну на конкурсі, став гурт Brainstorm, який зайняв 3-є місце з піснею «My Star» та отримав 136 балів.
У 2001 році представником країни був обраний Арніс Медніс. Його пісня «Too Much» отримала 16 балів та посіла лише 18-е місце.
У 2002 році Латвія стала другою країною колишнього СРСР після Естонії, яка здобула перемогу на Євробаченні завдяки Marie N з піснею «I Wanna». Конкурс 2003 року проводився в столиці Латвії — Ризі, де гурт F.L.Y. посів 24-е місце з піснею «Hello From Mars» та отримав 5 балів.
У 2004 році ЄМС запровадила півфінальний раунд, щоб контролювати кількість країн, які щороку беруть участь у Євробаченні. Через те, що минулого року Латвія не потрапила до першої десятки, країна брала участь у півфіналі конкурсу 2004 року. Рок-гурт Fomins & Kleins отримав 23 бали з латиськомовною піснею «Dziesma par laimi» та не пройшов до фіналу, фінішувавши 17-им у півфіналі (з 22 країн).

### 2005–2008
У 2005 році Латвію представляв дует Вальтерс і Кажа. Їхня пісня «The War Is Not Over» пройшла до фіналу, посівши 10-е місце з 85 балами у півфіналі. У фіналі дует зайняв 5-е місце та отримав 153 бали. Завдяки цьому результату країна автоматично виступала у фіналі конкурсу 2006 року, де а капельний гурт Cosmos фінішував 16-им  з піснею «I Hear Your Heart».
У півфіналі Євробачення 2007 гурт Bonaparti.lv зайняв 5-е місце з піснею «Questa Notte» та пройшов до фіналу, де посів 16-е місце з 54 балами.
1 березня 2008 року колектив Pirates of the Sea переміг у національному відборі Eirodziesma 2008 та отримав право представляти Латвію на Євробаченні 2008 з піснею «Wolves of the Sea». У фіналі пісня зайняла 12-е місце та отримала 83 бали.

### 2009–2014
З 2009 по 2014 рік Латвії не вдавалося отримати кваліфікацію до фіналу. Країна посідала останнє місце у півфіналах конкурсів 2009, 2010 та 2013 років. Найкращий результат у цей період здобув гурт Aarzemnieki у 2014 році, який фінішував 13-им у першому півфіналі з піснею «Cake to Bake».

### 2015–2016
Після невдалих виступів у попередні роки, у 2015 році телекомпанія LTV огранізувала новий національний відбір «Supernova», у якому перемогла Аміната з піснею «Love Injected». Латвія кваліфікувалася до фіналу вперше з 2008 року, посівши 2-е місце у другому півфіналі. Аміната виступила у фіналі під номером 19 та зайняла 6-е місце зі 186 балами.
У 2016 році переможцем Supernova 2016 став Юстс з піснею «Heartbeat», автором якої є минулорічна представниця Латвії Аміната Савадого. У другому півфіналі Юстс виступив під номером 1 та пройшов до фіналу, зайнявши 8-е місце. У фіналі співак фінішував 15-им та отримав 132 бали. До 2024 року це був останній виступ країни у фіналі Євробачення.

### 2017–2024
Протягом наступних шести конкурсів поспіль Латвії не вдавалося пройти до фіналу. У 2017 році гурт Triana Park зайняв останнє, 18-е місце у першому півфіналі з піснею «Line». У другому півфіналі конкурсу 2018 року Лаура Різзотто з піснею «Funny Girl» фінішувала 12-ою зі 106 балами. У 2019 році гурт Carousel посів 15-е місце у другому півфіналі з піснею «That Night».
У 2020 році представницею Латвії була обрана Саманта Тіна з піснею «Still Breathing», однак через пандемію COVID-19 конкурс скасували. 16 травня 2020 року LTV підтвердила участь Тіни у 2021 році. У другому півфіналі пісня «The Moon Is Rising» фінішувала останньою з 14 балами.
У 2022 році гурт Citi Zēni з піснею «Eat Your Salad» покращив минулорічний результат країни, посівши 14-е місце з 55 балами у першому півфіналі.
У 2023 році гурт Sudden Lights зайняв 11-е місце у першому півфіналі з піснею «Aijā» та отримав 34 бали, лише на 3 бали відстаючи від Сербії.
У 2024 році Латвію представляв Dons з піснею «Hollow». У другому півфіналі він зайняв 7-е місце із 72 балами, що стало першим проходом країни до фіналу з 2016 року. У фіналі співак посів 16-е місце та отримав 64 бали.

## Учасники Євробачення від Латвії
Умовні позначення
     Переможець
     Друге місце
     Третє місце
     Четверте місце
     П'яте місце
     Останнє місце
     Автоматичний фіналіст
     Не пройшла до фіналу
     Участь скасовано
     Не брала участі
| Рік  | Місце проведення | Виконавець         | Пісня                 | Мова       | Переклад                | Фінал                            | Фінал                            | Півфінал                         | Півфінал                         |
| Рік  | Місце проведення | Виконавець         | Пісня                 | Мова       | Переклад                | Місце                            | Бали                             | Місце                            | Бали                             |
| ---- | ---------------- | ------------------ | --------------------- | ---------- | ----------------------- | -------------------------------- | -------------------------------- | -------------------------------- | -------------------------------- |
| 2000 | Стокгольм        | Brainstorm         | «My Star»             | англійська | Моя Зірка               | 3-є                              | 136                              | Без півфіналів                   | Без півфіналів                   |
| 2001 | Копенгаген       | Арніс Медніс       | «Too Much»            | англійська | Забагато                | 18-е                             | 16                               | Без півфіналів                   | Без півфіналів                   |
| 2002 | Таллінн          | Marie N            | «I Wanna»             | англійська | Я хочу                  | 1-е                              | 176                              | Без півфіналів                   | Без півфіналів                   |
| 2003 | Рига             | F.L.Y.             | «Hello From Mars»     | англійська | Привіт з Марса          | 24-е                             | 5                                | Без півфіналів                   | Без півфіналів                   |
| 2004 | Стамбул          | Fomins & Kleins    | «Dziesma Par Laimi»   | латиська   | Пісня про щастя         | Не вдалося кваліфікуватися       | Не вдалося кваліфікуватися       | 17-е                             | 23                               |
| 2005 | Київ             | Вальтерс і Кажа    | «The War Is Not Over» | англійська | Війна ще не закінчилася | 5-е                              | 153                              | 10-е                             | 85                               |
| 2006 | Афіни            | Cosmos             | «I Hear Your Heart»   | англійська | Я чую твоє серце        | 16-е                             | 30                               | Топ-11 у минулому році           | Топ-11 у минулому році           |
| 2007 | Гельсінкі        | Bonaparti.lv       | «Questa Notte»        | італійська | Цієї ночі               | 16-е                             | 54                               | 5-е                              | 168                              |
| 2008 | Белград          | Pirates of the Sea | «Wolves of the Sea»   | англійська | Морські вовки           | 12-е                             | 83                               | 6-е                              | 86                               |
| 2009 | Москва           | Інтарс Бусуліс     | «Пробка»              | російська  | Пробка                  | Не вдалося кваліфікуватися       | Не вдалося кваліфікуватися       | 19-е                             | 7                                |
| 2010 | Осло             | Aisha              | «What For?»           | англійська | Для чого?               | Не вдалося кваліфікуватися       | Не вдалося кваліфікуватися       | 17-е                             | 11                               |
| 2011 | Дюссельдорф      | Musiqq             | «Angel in Disguise»   | англійська | Ангел під маскою        | Не вдалося кваліфікуватися       | Не вдалося кваліфікуватися       | 17-е                             | 25                               |
| 2012 | Баку             | Anmary             | «Beautiful Song»      | англійська | Красива пісня           | Не вдалося кваліфікуватися       | Не вдалося кваліфікуватися       | 16-е                             | 17                               |
| 2013 | Мальме           | PeR                | «Here We Go»          | англійська | Ось і ми                | Не вдалося кваліфікуватися       | Не вдалося кваліфікуватися       | 17-е                             | 13                               |
| 2014 | Копенгаген       | Aarzemnieki        | «Cake to Bake»        | англійська | Торт для випічки        | Не вдалося кваліфікуватися       | Не вдалося кваліфікуватися       | 13-е                             | 33                               |
| 2015 | Відень           | Аміната            | «Love Injected»       | англійська | Любов введена           | 6-е                              | 186                              | 2-е                              | 155                              |
| 2016 | Стокгольм        | Юстс               | «Heartbeat»           | англійська | Серцебиття              | 15-е                             | 132                              | 8-е                              | 132                              |
| 2017 | Київ             | Triana Park        | «Line»                | англійська | Лінія                   | Не вдалося кваліфікуватися       | Не вдалося кваліфікуватися       | 18-е                             | 21                               |
| 2018 | Лісабон          | Лаура Різзотто     | «Funny Girl»          | англійська | Весела дівчина          | Не вдалося кваліфікуватися       | Не вдалося кваліфікуватися       | 12-е                             | 106                              |
| 2019 | Тель-Авів        | Carousel           | «That Night»          | англійська | В ту ніч                | Не вдалося кваліфікуватися       | Не вдалося кваліфікуватися       | 15-е                             | 50                               |
| 2020 | Роттердам        | Саманта Тіна       | «Still Breathing»     | англійська | Все ще дихаю            | Конкурс скасовано через COVID-19 | Конкурс скасовано через COVID-19 | Конкурс скасовано через COVID-19 | Конкурс скасовано через COVID-19 |
| 2021 | Роттердам        | Саманта Тіна       | «The Moon Is Rising»  | англійська | Місяць сходить          | Не вдалося кваліфікуватися       | Не вдалося кваліфікуватися       | 17-е                             | 14                               |
| 2022 | Турин            | Citi Zēni          | «Eat Your Salad»      | англійська | Їж свій салат           | Не вдалося кваліфікуватися       | Не вдалося кваліфікуватися       | 14-е                             | 55                               |
| 2023 | Ліверпуль        | Sudden Lights      | «Aijā»                | англійська | Засинай                 | Не вдалося кваліфікуватися       | Не вдалося кваліфікуватися       | 11-е                             | 34                               |
| 2024 | Мальме           | Dons               | «Hollow»              | англійська | Порожнистий             | 16-е                             | 64                               | 7-е                              | 72                               |
| 2025 | Базель           | Tautumeitas        | «Bur man laimi»       | латиська   | Принеси мені удачу      | 13-е                             | 158                              | 2-е                              | 130                              |

## Країна-господар
| Рік  | Місто | Місце                   | Ведучі                          |
| ---- | ----- | ----------------------- | ------------------------------- |
| 2003 | Рига  | Концертний зал «Сконто» | Марія Наумова та Ренарс Кауперс |

## Пісні за мовою
| Пісні | Мова       | Роки                                  |
| ----- | ---------- | ------------------------------------- |
| 22    | Англійська | 2000–2003, 2005–2006, 2008, 2010–2024 |
| 4     | Латиська   | 2004, 2014, 2023, 2025                |
| 1     | Італійська | 2007                                  |
| 1     | Російська  | 2009                                  |

## Процес відбору
| Роки      | Процес відбору    |
| --------- | ----------------- |
| 2000–2012 | Eirodziesma       |
| 2013–2014 | Dziesma           |
| 2015–2020 | Supernova         |
| 2021      | Внутрішній відбір |
| 2022–2025 | Supernova         |

## Пов'язана участь

### Глави делегації
Кожен мовник, який бере участь у Пісенному конкурсі «Євробачення», призначає голову делегації як контактну особу ЄМС та голову своєї делегації на заході. До складу делегації, чиї розміри можуть сильно відрізнятися, входять керівник преси, виконавці, автори пісень, композитори, бек-вокалісти тощо.
| Рік       | Глава делегації  | Прим.  |
| --------- | ---------------- | ------ |
| 2012–2020 | Зіта Камінська   |        |
| 2021–2025 | Гунтарс Гульбінс | [ 12 ] |

### Коментатори та речники
| Рік  | Коментатори                                              | Речники                 | Прим.                       |
| ---- | -------------------------------------------------------- | ----------------------- | --------------------------- |
| 1998 | Карліс Стрейпс                                           | Не брали участь         | [ 13 ] [ 14 ] [ 15 ]        |
| 1999 | Карліс Стрейпс                                           | Не брали участь         | [ 16 ] [ 14 ] [ 15 ]        |
| 2000 | Карліс Стрейпс                                           | Лауріс Рейнікс          | [ 16 ] [ 17 ]               |
| 2001 | Карліс Стрейпс                                           | Ренарс Кауперс          | [ 18 ] [ 17 ]               |
| 2002 | Карліс Стрейпс                                           | Ерікс Нідра             | [ 19 ] [ 17 ]               |
| 2003 | Карліс Стрейпс                                           | Гіртс Лийціс            | [ 20 ] [ 21 ] [ 22 ]        |
| 2004 | Карліс Стрейпс                                           | Лауріс Рейнікс          | [ 23 ] [ 24 ]               |
| 2005 | Карліс Стрейпс                                           | Marie N                 | [ 25 ] [ 26 ]               |
| 2006 | Карліс Стрейпс                                           | Мартіньш Фрейманіс      | [ 27 ] [ 28 ] [ 17 ]        |
| 2007 | Карліс Стрейпс                                           | Яніс Шіпкевіцс          | [ 29 ] [ 17 ]               |
| 2008 | Карліс Стрейпс                                           | Крістіне Вірсніте       | [ 30 ] [ 31 ] [ 32 ]        |
| 2009 | Карліс Стрейпс                                           | Робето Мелоні           | [ 17 ]                      |
| 2010 | Карліс Стрейпс                                           | Карліс Бумейстерс       |                             |
| 2011 | Вальтерс Фріденберґс та Угіс Йокстс                      | Aisha                   | [ 33 ]                      |
| 2012 | Вальтерс Фріденберґс (Всі шоу) Карліс Бумейстерс (Фінал) | Вальтерс Фріденберґс    | [ 34 ] [ 35 ]               |
| 2013 | Вальтерс Фріденберґс (Всі шоу) Карліс Бумейстерс (Фінал) | Anmary                  | [ 36 ] [ 37 ]               |
| 2014 | Вальтерс і Кажа                                          | Ральфс Ейландс          | [ 38 ] [ 39 ]               |
| 2015 | Вальтерс Фріденберґс (Всі шоу) Томс Гревінш (Фінал)      | Маркус Ріва             | [ 40 ] [ 41 ]               |
| 2016 | Вальтерс Фріденберґс (Всі шоу) Томс Гревінш (Фінал)      | Томс Гревінш            | [ 42 ] [ 43 ]               |
| 2017 | Вальтерс Фріденберґс (Всі шоу) Томс Гревінш (Фінал)      | Аміната Савадого        | [ 44 ] [ 45 ]               |
| 2018 | Томс Гревінш (Всі шоу) Магнус Ерінш (Фінал)              | Дагмара Леганте         | [ 43 ] [ 46 ]               |
| 2019 | Томс Гревінш та Кетія Шенберга                           | Лаура Різзотто          | [ 47 ] [ 48 ]               |
| 2021 | Томс Гревінш (Всі шоу) Марія Наумова (Фінал)             | Аміната Савадого        | [ 49 ] [ 50 ] [ 51 ] [ 52 ] |
| 2022 | Томс Гревінш (Всі шоу) Лауріс Рейнікс (Фінал)            | Саманта Тіна            | [ 53 ] [ 54 ]               |
| 2023 | Томс Гревінш (Всі шоу) Лауріс Рейнікс (Фінал)            | Яніс Петерсонс          | [ 55 ] [ 56 ] [ 57 ]        |
| 2024 | Томс Гревінш (Всі шоу) Лауріс Рейнікс (Фінал)            | Андрейс Рейніс Зітманіс | [ 58 ]                      |

## Галерея

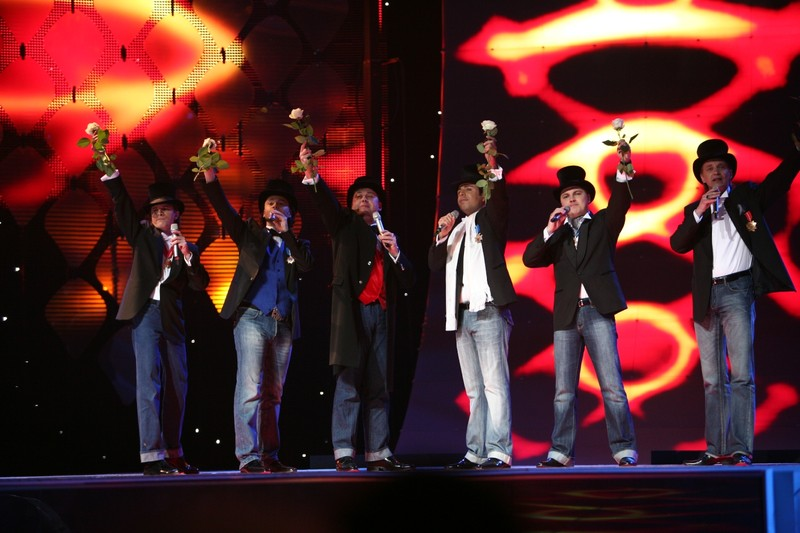
Bonaparti.lv у Гельсінкі (2007)
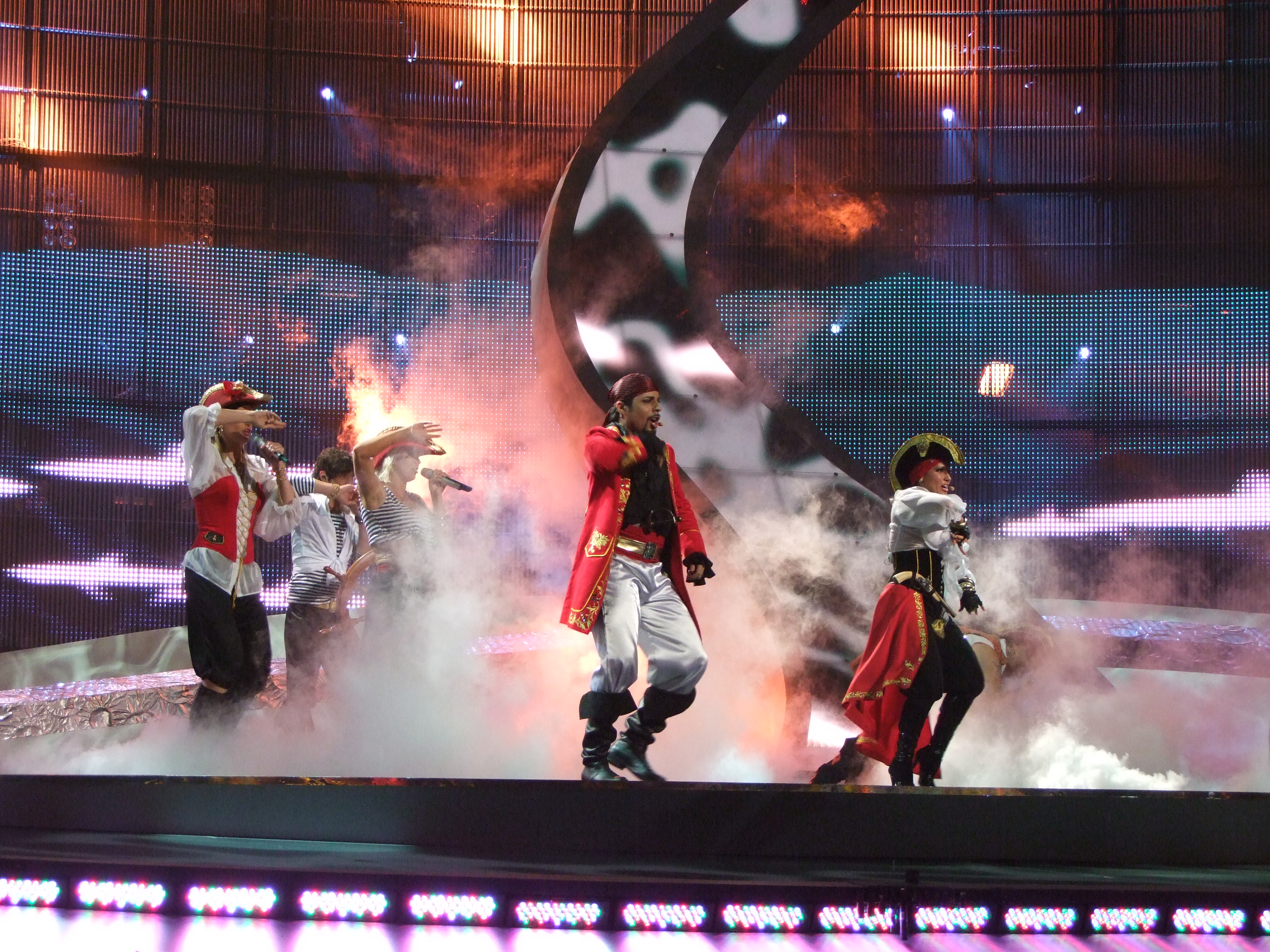
Pirates of the Sea у Белграді (2008)
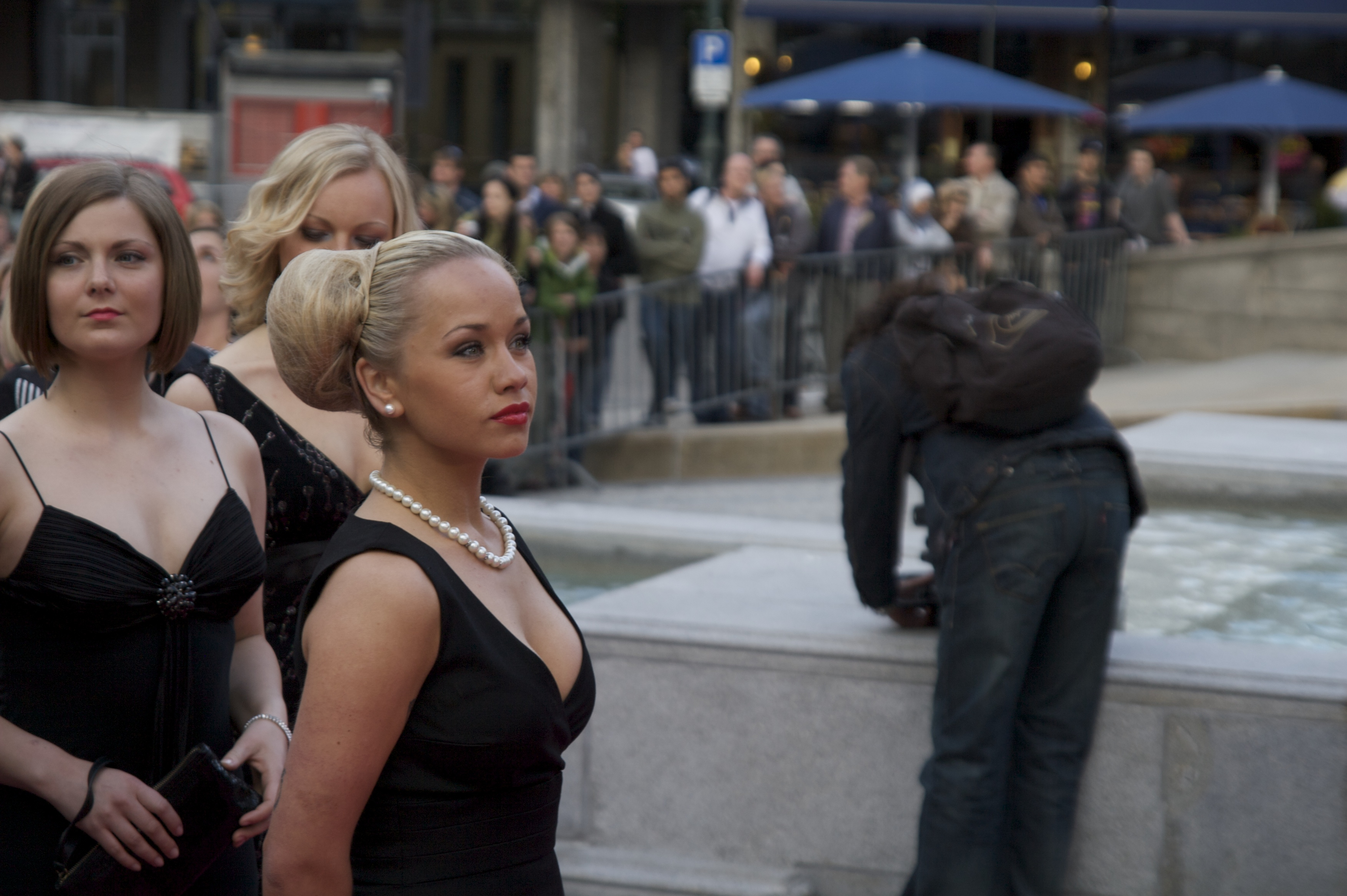
Aisha в Осло (2010)
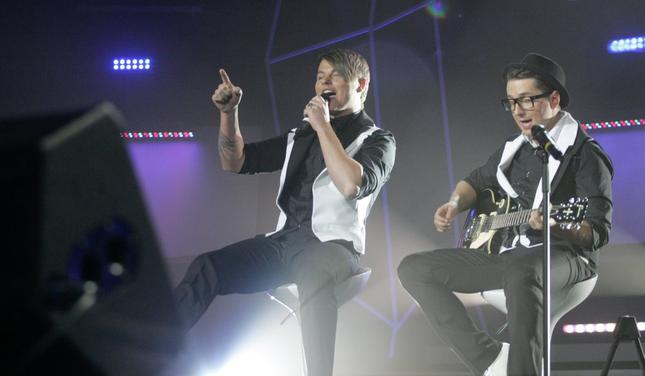
Musiqq у Дюссельдорфі (2011)
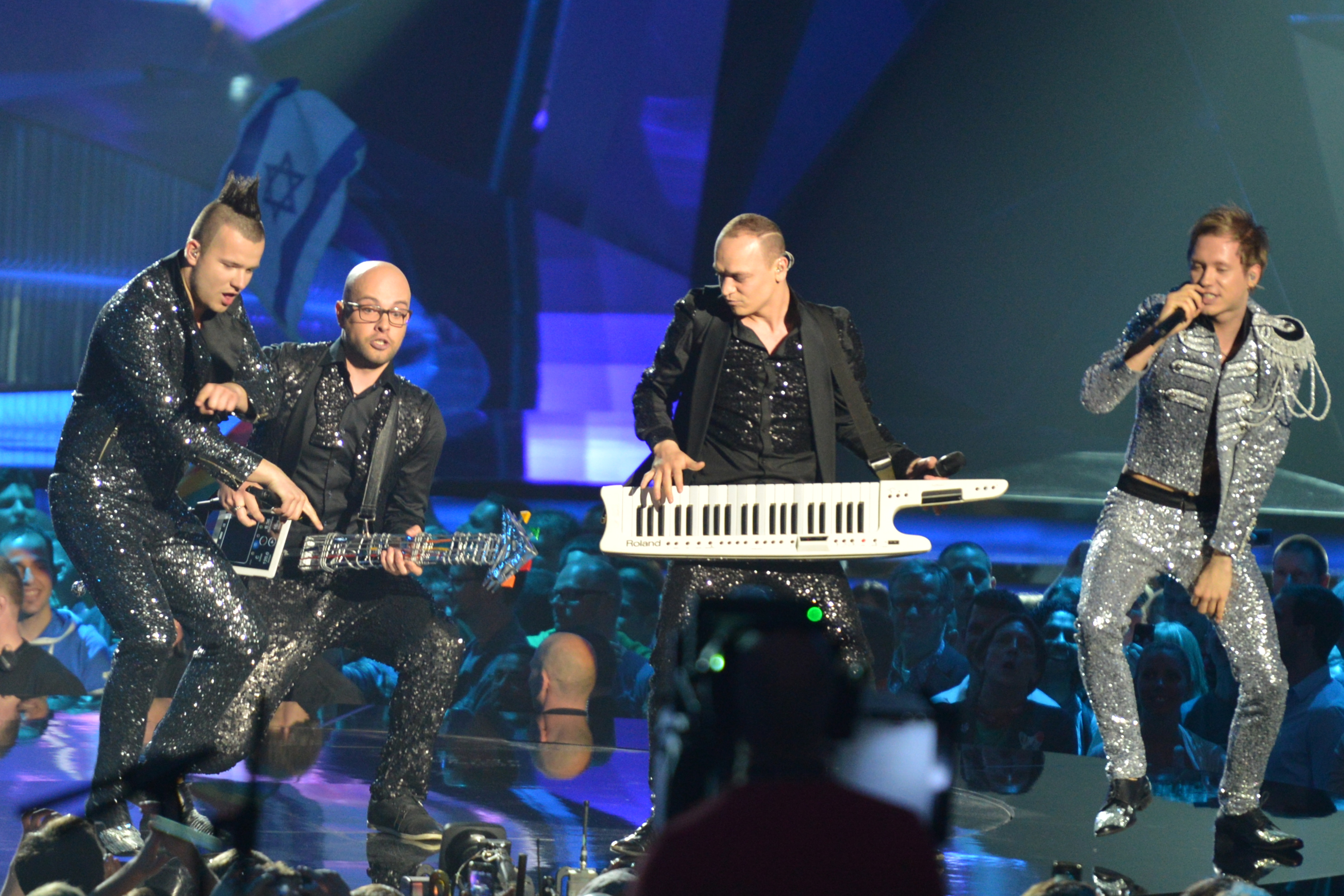
PeR в Мальме (2013)
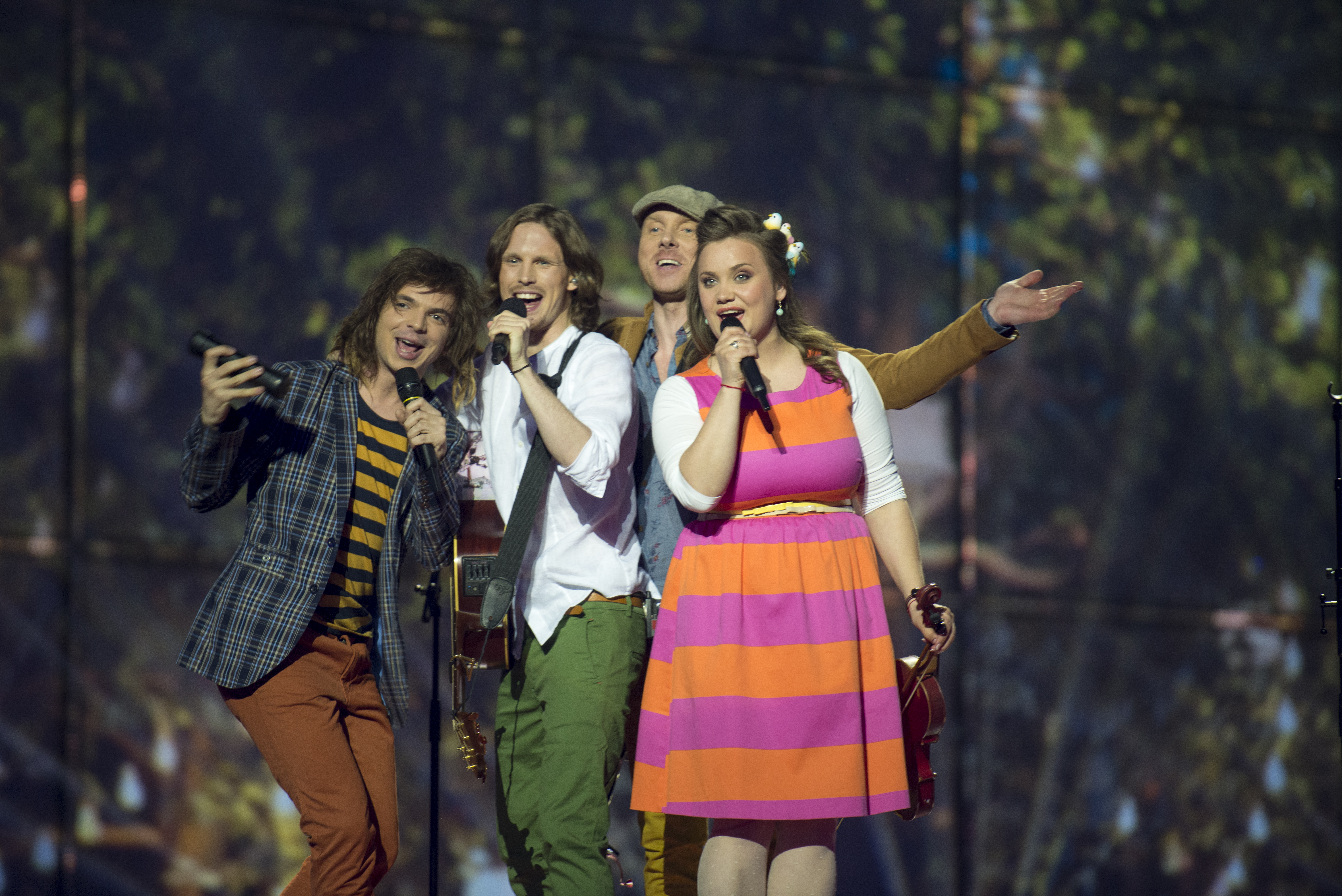
Aarzemnieki у Копенгагені (2014)
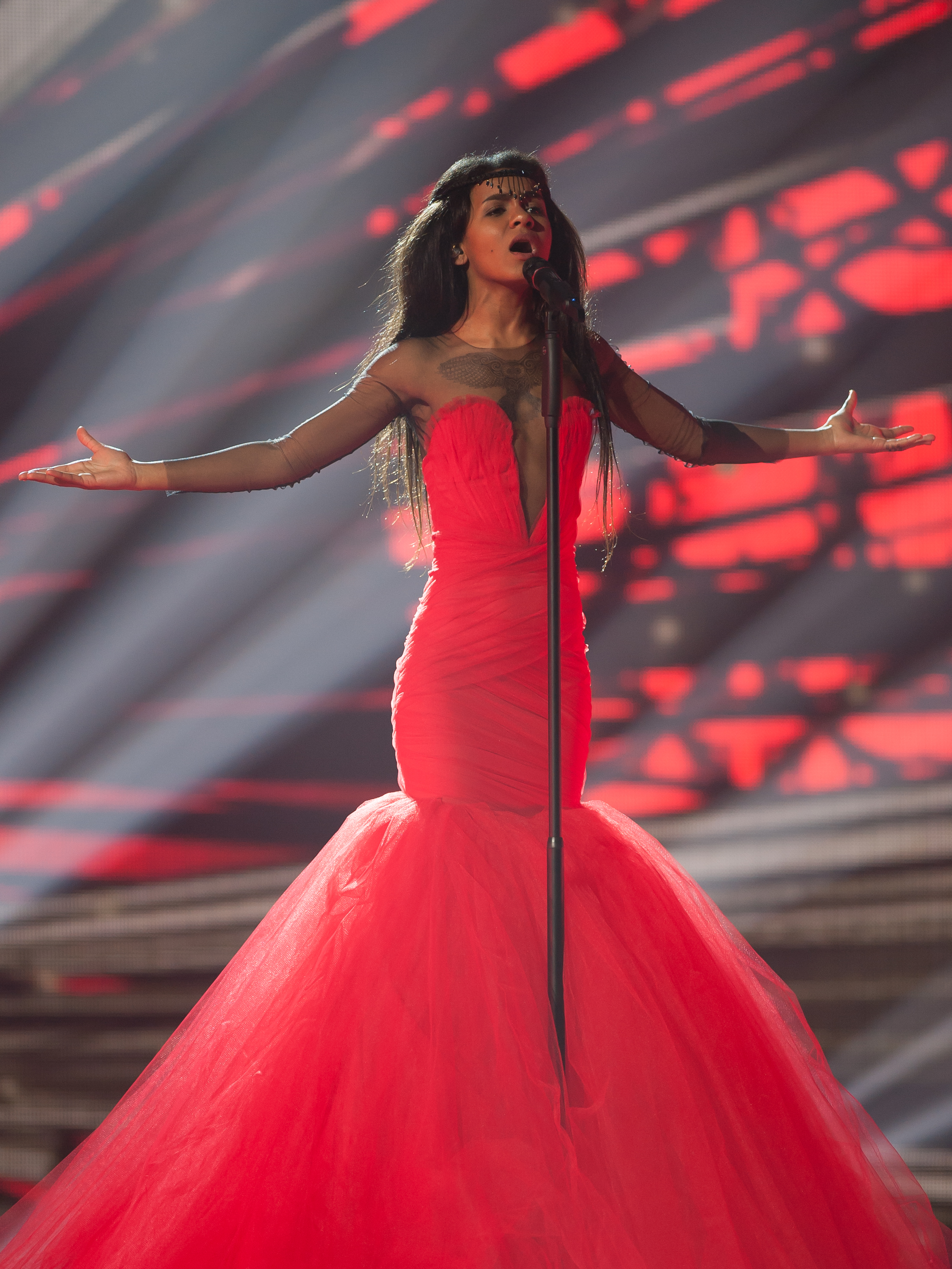
Аміната у Відні (2015)
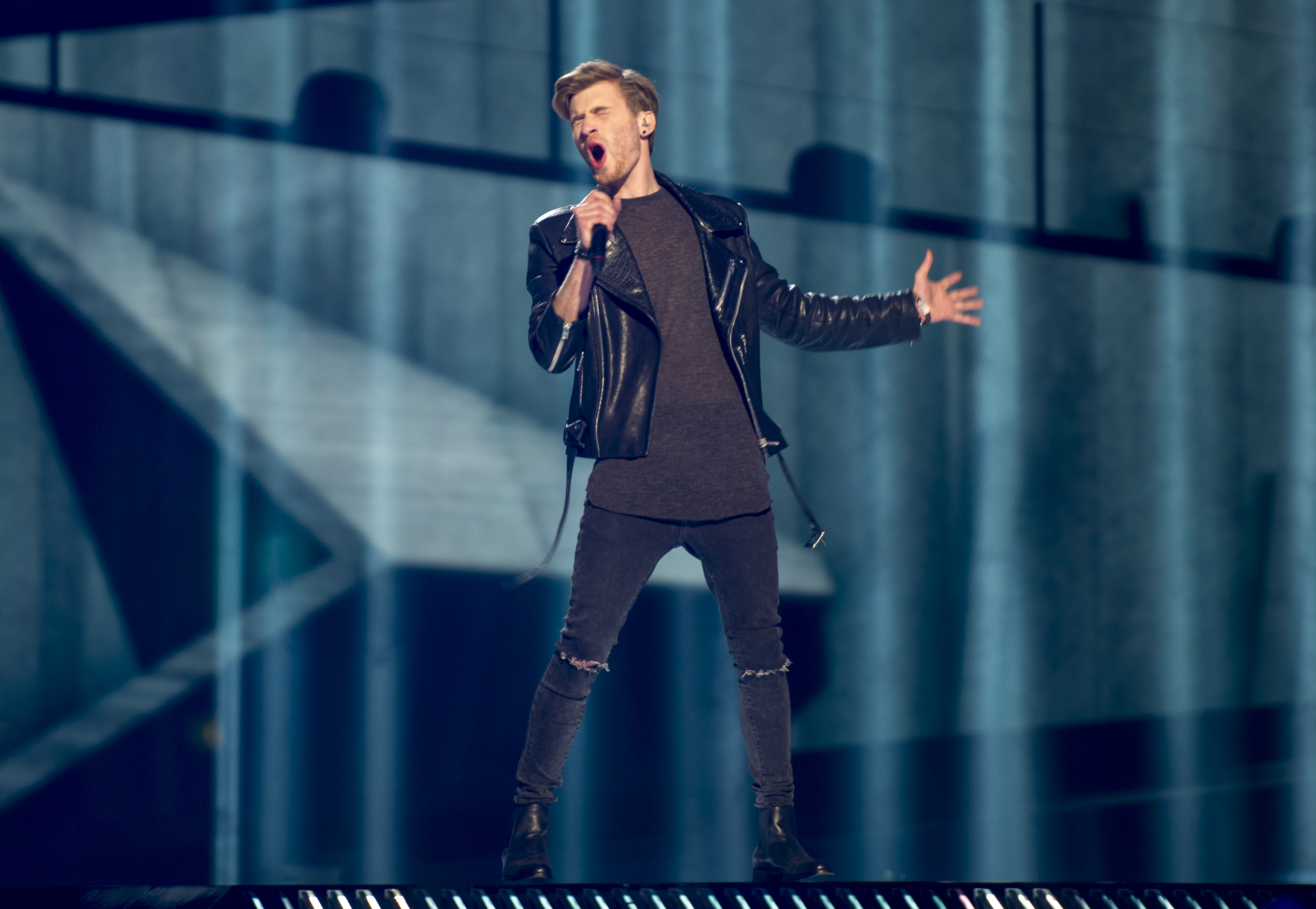
Юстс у Стокгольмі (2016)
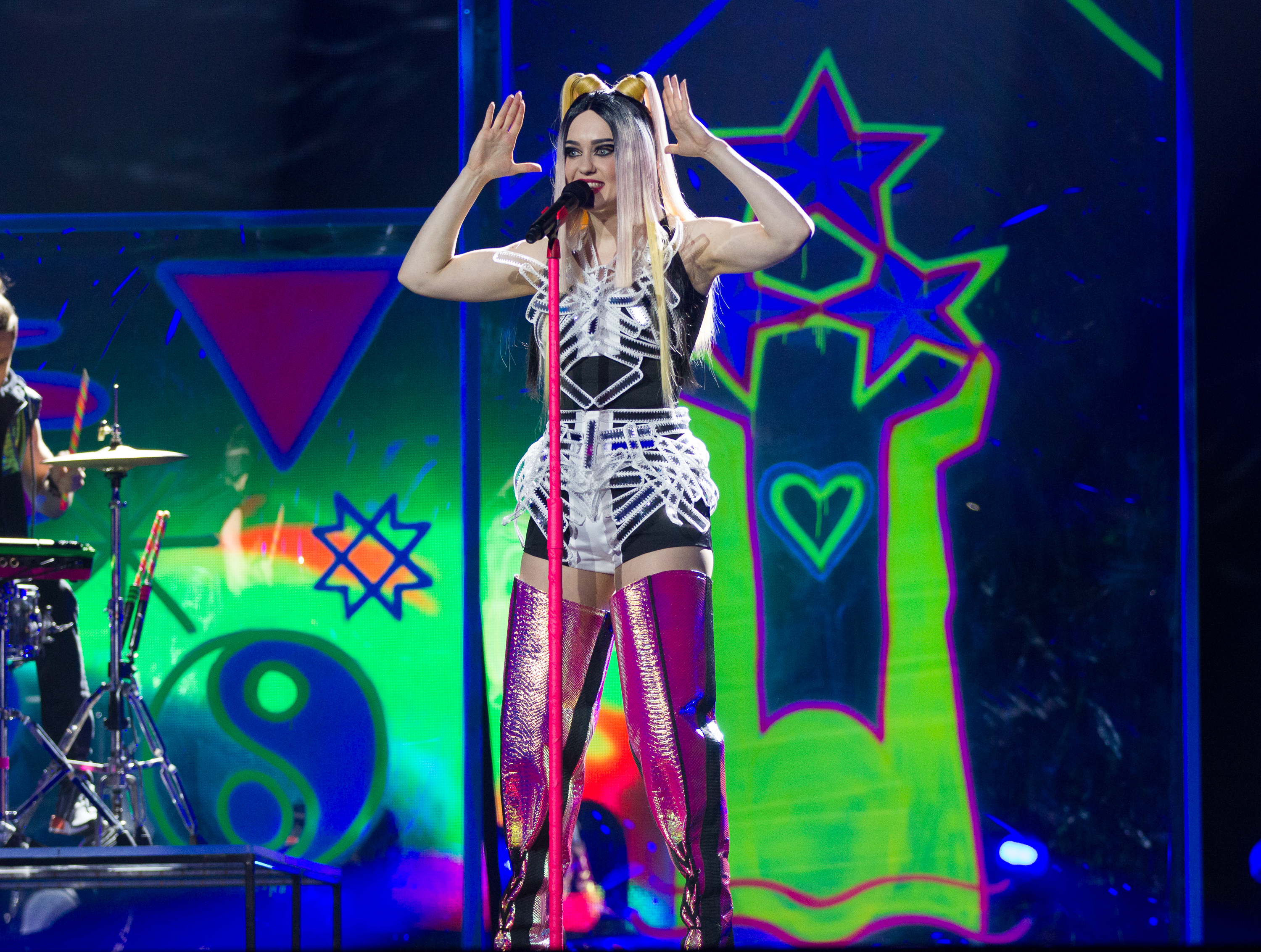
Triana Park у Києві (2017)
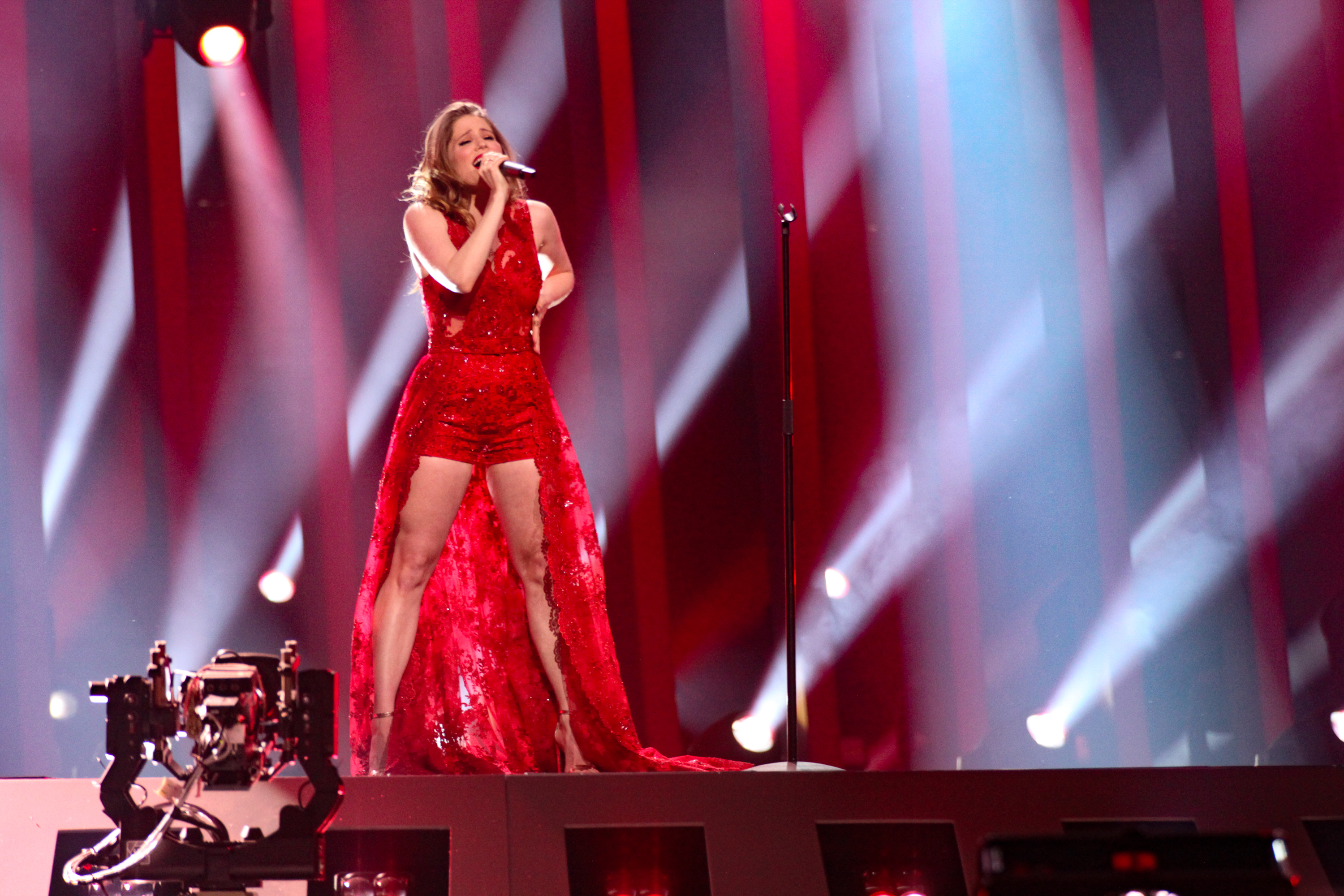
Лаура Різзотто у Лісабоні (2018)
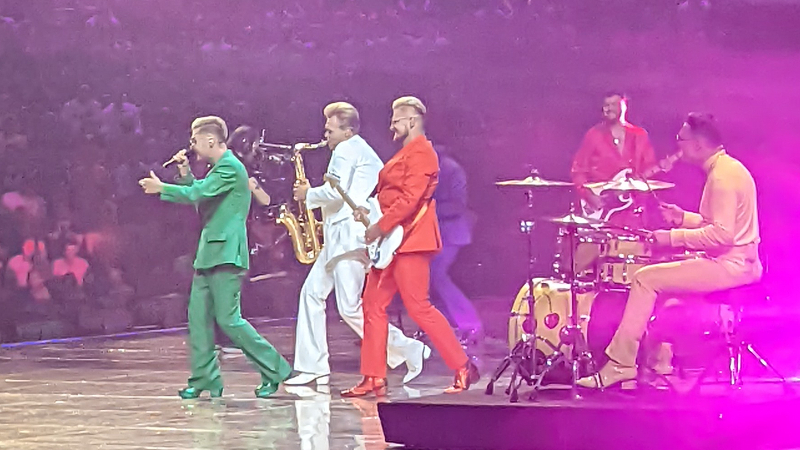
Citi Zēni у Турині (2022)
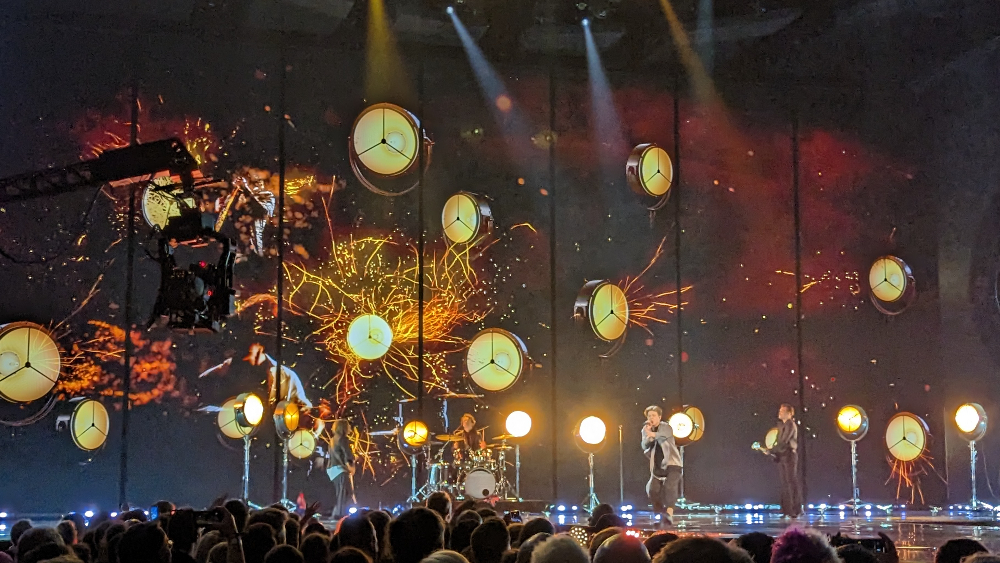
Sudden Lights у Ліверпулі (2023)
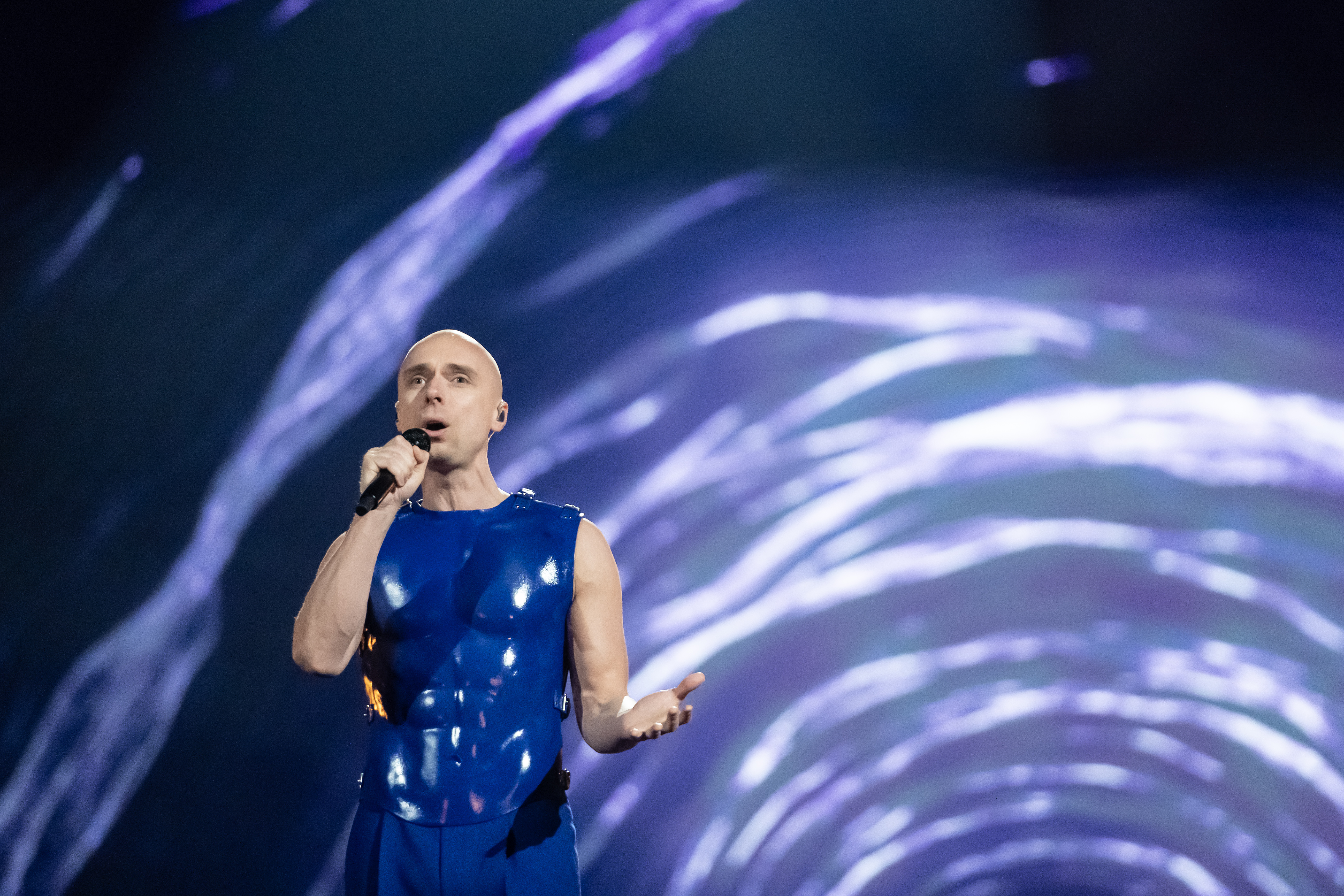
Dons в Мальме (2024)

## Статистика голосувань (2000–2025)
| №  | Дано      | Дано | Отримано        | Отримано |
| №  | Країни    | Бали | Країни          | Бали     |
| -- | --------- | ---- | --------------- | -------- |
| 1  | Росія     | 175  | Литва           | 95       |
| 2  | Україна   | 162  | Естонія         | 92       |
| 3  | Швеція    | 148  | Ірландія        | 71       |
| 4  | Литва     | 144  | Велика Британія | 54       |
| 5  | Естонія   | 143  | Данія           | 39       |
| 6  | Норвегія  | 91   | Мальта          | 37       |
| 7  | Данія     | 70   | Норвегія        | 36       |
| 8  | Франція   | 53   | Німеччина       | 34       |
| 9  | Італія    | 52   | Бельгія         | 32       |
| 10 | Швейцарія | 51   | Словенія        | 32       |

## Нотатки
1. ↑  Згідно з тодішніми правилами Євробачення, фінал складався зі співаків 24 країн. «Велика четвірка» та 10 країн, які посіли з 10 по 1 місце у фіналі минулого конкурсу, автоматично потрапляли до фіналу. Інші 10 країн потрапляють до фіналу з півфіналу. Якщо країна «Великої Четвірки» зайняла з 10 по 1 місце на минулорічному конкурсі, то з півфіналу до фіналу потрапляє 11 країн, і так далі (це залежить від кількості країн «Великої четвірки», які посіли з 10 по 1 місце у фіналі).
2. 1 2  Містить фрази латиською
3. ↑  Назва є варіантом вигуку, характерного для колискової